# James Somerville
L'Almirall de la Flota Sir James Fownes Somerville GCB GBE DSO (17 de juliol de 1882 – 19 de març de 1949) va ser un oficial de la Royal Navy, sent un dels almiralls britànics més famosos de la II Guerra Mundial.

## Biografia
Fill d'Arthur Fownes Somerville (1850–1942, que sembla que passà un temps criant bestiar a Nova Zelanda). James Fownes Somerville va néixer a Weybridge, Surrey. S'allistà com a cadet a la Royal Navy el 15 de gener de 1897, embarcant al HMS Britannia
assolint el rang de tinent el 15 de març de 1904, i qualificant-se com a especialista en torpedes. En aquella època, la Branca de Torpedes incloïa els oficials de senyals, i Somerville va ser destinat als sistemes de ràdio de llarg abast per la flota. Durant la I Guerra Mundial serví com a oficial de senyals, encarregant-se de la instal·lació de controls de foc per ràdio a la Gran Flota, sent promogut a comandant el 1915. Participà en la batalla de Gal·lípoli (1915); i el 1916 va ser condecorat amb l'orde del Servei Distingit.
Després de la guerra continuà a la Navy, i el 31 de desembre de 1921 va ser promogut a capità, comandant el HMS Benbow. Somerville serví com a Director del Departament de Senyals de l'Almirallat entre 1925 i 1927. Va servir com a capità de bandera del vicealmirall John Kelly el 1927 i serví com a instructor naval a l'Acadèmia de Defensa Imperial entre 1929 i 1931. Va ser nomenat oficial comandant del
 el 1931. Promogut a comodor el 1932, esdevingué comandant de la Caserna de la Royal Navy a Portsmouth. El 12 d'octubre de 1932 va ser promogut a contraalmirall, sent nomenat Director del Servei de Personal de l'Almirallat el 1934.
Somerville comandà les flotilles de destructors de la Flota de la Mediterrània entre 1936 i 1938, i durant la Guerra Civil Espanyola ajudà a protegir Mallorca dels Republicans. El 1937 va ser promogut a vicealmirall. Entre 1938 i 1939 serví com a Comandant en Cap de les Índies Orientals, abans de ser forçat a retirar-se el 1939 per motius mèdics (es creia, incorrectament, que patia tuberculosi), rebent el títol de Comandant de l'Orde del Bany.

### La II Guerra Mundial

#### Operacions europees, 1939-1942
A finals de 1939 va ser cridat de nou al deure en servei especial per a l'almirallat amb l'inici de la Segona Guerra Mundial, i durant l'any següent realitzà una important contribució en el desenvolupament del radar naval. Al maig de 1940, Somerville serví voluntari a les ordres de l'almirall Bertram Ramsay, ajudant en l'organització de l'evacuació de Dunkerque.
El següent destí principal va ser com a comandant naval, a bord del HMS Hood, en la recentment formada Força H, amb base a Gibraltar. Després que el Mariscal Philippe Pétain signés l'armistici de França amb Alemanya el 22 de juny de 1940, Winston Churchill ordenà a Somerville que neutralitzés la flota principal francesa, a Mers-el-Kébir (al nord d'Àfrica), destruint-la si les altres opcions fracassaven. Churchill li va escriure:
Té al damunt una de les pitjors tasques amb les que mai s'ha enfrontat l'Almirallat britànic, però tenim total confiança en vostè i que ho portarà a terme.
Tot i que en privat opinava que les ordres d'atacar si la resta d'opcions fallaven era un error, Somerville executà les seves ordres, i el 3 de juliol atacà la flota francesa mentre que aquesta estava ancorada a port. Les forces de Somerville van causar grans danys en els seus antics aliats, principalment enfonsant el Bretagne, amb grans pèrdues humanes. Diversos vaixells francesos més van ser danyats durant el bombardeig. L'operació es considerà un èxit, tot i que va admetre a la seva esposa que no havia estat tan agressiu en la destrucció com podria haver estat.
Com a comandant de la Força H, el 9 de febrer de 1941 Somervile organitzà el bombardeig del port de Gènova i un atac aeri contra el de Liorna; i el 26 de maig de 1941 tingué un paper important en la persecució i destrucció del cuirassat alemany Bismarck. També va encarregar-se de la protecció de diversos combois destinats a Malta i Egipte. Pels seus èxits amb la Força H, el 1941 va ser nomenat Cavaller Comandant de l'Imperi Britànic.

#### Oceà Índic, 1942-1944
Somerville esdevingué Comandant en Cap de la Flota Oriental al març de 1942, després de l'enfonsament del Prince of Wales i del Repulse, rellevant a l'almirall Sir Geoffrey Layton. La Flota Oriental estava ancorada a Trincomalee, Ceilan, després de la rendició de Singapur, però Somerville no estava satisfet amb la seguretat de la base i ordenà la construcció d'una base avançada alternativa a l'atol d'Addu, a les Maldives. L'abril del 1942 va ser promogut a almirall, tot i ser inclòs a les llistes de retirats. L'avanç japonès per Birmània i la seva conquesta de les illes Andaman va fer que mogués el gruix de la Flota Oriental a l'atol d'Addu i a Kilindini, a l'Àfrica Oriental. Les seves forces estava formada per una munió de vaixells, incapaç de combatre la flota de superfície japonesa en una acció de superfície i sense suficient cobertura aèria per repel·lir un atac aeri japonès. Això el forçà a adoptar una estratègia defensiva, tot i provocar el desgrat de Churchill, qui no entenia el poder decisiu de l'aviació al mar.
L'atac de l'oceà Índic, orquestrat per l'almirall Chūichi Nagumo a l'abril demostrà la raó del trasllat de Somerville des de Trincomalee. Després de l'enfonsament d'un portaavions i dos creuers, intentà interceptar la flota japonesa, però fracassà en l'intent; tot i que d'haver-la trobat, és possible que els seus dos portaavions haguessin estat superats.
El 1944, després de rebre reforços, va poder passar a l'ofensiva amb una sèrie d'atacs aeris contra els ocupants japonesos a les Índies Orientals Holandeses, fent que les seves tripulacions aèries adquirissin una experiència que després els caldria al Pacífic.

#### Carrera final
L'agost de 1944 Somerville tornà al servei actiu, sent rellevat com a comandant de la Flota Oriental per l'almirall Bruce Fraser. Dos mesos després va ser posat al capdavant de la Delegació de l'Almirallat Britànic a des d'octubre de 1944 fins a desembre de 1945, on aconseguí, per a sorpresa de tothom, estar en bones relacions amb el notòriament abrasiu i declarat anti-britànic almirall Ernest King, el Cap d'Operacions Navals dels Estats Units.
Va ser promogut a Almirall de la Flota el 8 de maig de 1945, i retirat del servei actiu després de la guerra. Va ser nomenat Lord Tinent de Somerset a l'agost de 1946, i va viure a la finca familiar de Dinder House, on va morir el 19 de març de 1949.

## Valoració
Somerville va ser un comandant de pensament ràpid i decidit. El seu desgrat per la pompositat era instintiu, i es feia estimar per la marineria, especialment pel seu pel seu sentit de l'humor gruixut. Haver estat Director de Senyals el va fer apreciar els nous avenços tècnics en el radar i l'aviació naval. Era un líder calculador, que no arriscava els seus vaixells excepte quan veia el benefici corresponent; però, quan es trobava en acció, era un comandant lluitador com qualsevol dels seus iguals.

## Dates de promocions
- Sotstinent – 02/05/1903
- Tinent - 15/03/1904
- Comandant - 31/12/1915
- Capità – 31/12/1921
- Comodor – 14/10/1932
- Contraalmirall - 12/10/1933
- Vicealmirall – 11/09/1937 (retirat 1939)
- Almirall - 06/04/1942
- Almirall de la Flota – 08/05/1945 (retirat 1946)[5]

## Condecoracions
Gran Creu de Cavaller del Bany – 22 d'agost de 1944
 Cavaller Comandant – 8 de juny de 1939
 Company – 1 de gener de 1935
 Gran Creu de l'Imperi Britànic – 1 de gener de 1946
 Cavaller Comandant – 21 d'octubre de 1941
 Orde del Servei Distingit – 14 de març de 1916
 Estrella de 1914
 Medalla Britànica de la Guerra 1914-20
 Medalla de la Victòria 1914-1918
 Estrella de 1939-45
 Estrella de l'Atlàntic
 Estrella d'Àfrica
 Estrella de Birmània
 Medalla de la Guerra 1939-1945
 Medalla del Jubileu de Plata del Rei Jordi V 1935
 2 Mencions als Despatxos – 14 de març de 1916; 16 d'agost de 1940
 Gran Creu de Cavaller de l'Orde d'Orange Nassau (Països Baixos) – 7 d'agost de 1945
 Comandant de la Legió del Mèrit (Estats Units) – 14 de desembre de 1945